# Gesangsaufnahme
Die Gesangsaufnahme ist einer der wichtigsten Vorgänge in der Musikproduktion. Die Qualität der Gesangsaufnahme ist ausschlaggebend dafür, ob die Gesamtmischung am Ende einer Produktion sauber und klar auf den Hörer wirkt.

## Die menschliche Stimme
Die Stimme eines Menschen umfasst Frequenzen von etwa 80 Hz bis 16 kHz. In diesem Bereich befinden sich Frequenzabschnitte, die für Sprachverständlichkeit (Präsenz der Vokale und Konsonanten), sowie Brillanz und Wärme eine Rolle spielen.
Forschungsergebnissen zufolge lassen sich nachstehende prägnante Bereiche im Frequenzgang bestimmen:
- Frequenzbereich: 80 Hz bis 16 kHz
- Grundtonausprägung: 125 Hz (Mann), 250 Hz (Frau)
- Fülle und Wärme: etwa 100 Hz bis 250 Hz
- Vokalpräsenz: etwa 350 Hz bis 2 kHz
- Konsonantenpräsenz: etwa 1,5 kHz bis 5 kHz
- Brillanzen: ca. 5 kHz bis 8 kHz

Die aufgeführten Frequenzangaben sind ungefähre Basiswerte, da der Stimmapparat des Menschen im grundlegenden Aufbau zwar gleich ist, aber individuell entwickelte Bestandteile aufweist; siehe auch Menschliche Stimme.

## Geschichte, Analogtechnik
In früheren Zeiten wurde Gesang analog aufgenommen und dann wiedergegeben, im Wesentlichen auf magnetischen Tonträgern. Auch heute wird in guten Tonstudios die analoge Aufnahme der Digitaltechnik vorgezogen, jedoch werden diese Verwendungen weniger, denn Digital ist eine bessere Bearbeitung der Gesangsaufnahme möglich.

## Technische Voraussetzungen (Digitaltechnik)
Zur Grundausstattung für eine vernünftige Gesangsaufnahme gehört neben einem leistungsfähigen Computer mit Sequenzerprogramm eine leistungsfähige Soundkarte. Die Analog-Digitalwandler in der Karte sind für eine Aufnahme wichtig, da sie das Signal so naturgetreu wie möglich wandeln und die so generierten Digitalinformationen auf die Festplatte übermitteln sollen. Für die Aufnahme sollte mindestens ein Audio-Interface (professionelle Soundkarte), mit der Möglichkeit, in 44,1 kHz und 24 Bit aufzunehmen, verwendet werden. Um das Audio-Signal vom Mikrofon zum Interface zu übertragen, sollte ein Kabel verwendet werden, das beiderseitig XLR-Anschlüsse hat. Eine symmetrische Signalführung bietet den großen Vorteil, dass durch die zweiadrige Signalführung einerseits ein Pegelgewinn (siehe symmetrische Signalübertragung) von 6 dB zu verzeichnen ist und andererseits Einstreuungen durch z. B. hochfrequente Signale (Funk, Radiosignale) ausgelöscht werden.
Um eine gute Gesangsaufnahme machen zu können, ist ein neutrales Mikrofon ebenso wichtig wie das Audio-Interface. Jeder „Producer“ hat individuelle Vorstellungen, wie die Gesangsaufnahme im Endeffekt klingen soll. Da auch schlechte Übertragungseigenschaften eines Mikrofons häufig mit zum Sounddesign gehören, ist die Wahl des Mikrofons nicht vorzugeben. Grundsätzlich lässt sich aber sagen, dass für Studioaufnahmen ein Kondensatormikrofon dem dynamischen Mikrofon vorgezogen werden sollte; siehe Mikrofon, da Kondensatormikrofone eine realistischere Abbildung der Stimme ermöglichen. Zu beachten dabei ist, dass Kondensatormikrofone aufgrund der benötigten Versorgungsspannung (48 V Phantomspeisung) einen Mikrofonvorverstärker brauchen, der aber in nahezu jedem Audio-Interface integriert ist.

## Hinweise für die Aufnahme
Für eine gute Audioaufnahme ist es wichtig, dass nur das gewünschte Signal aufgenommen wird. Es sollte darauf geachtet werden, dass das Playback, zu dem der Künstler singt, nicht auf der Gesangsaufnahme zu hören ist. Deshalb sollte der Künstler während der Aufnahme geschlossene Kopfhörer tragen, um dies zu ermöglichen und um sich beim Singen selbst hören zu können. Vor das Mikrofon wird ein Windschutz (Poppschutz) gespannt. Dieser dient einerseits als Schutz für das Audiosignal und ist auch ein wirksamer Abstandhalter für den Künstler. Um die Stimme mit dem Mikrofon optimal abnehmen zu können, ist ein Abstand zum Mikrofon von etwa 20 cm notwendig. Ist der Poppschutz auf diese Entfernung eingestellt, kann sich der Künstler mit dem Mund am Poppschutz orientieren, ohne sich auf den Abstand zum Mikrofon konzentrieren zu müssen.